# The Greatest Beer Run Ever
The Greatest Beer Run Ever es una película dramática de guerra estadounidense de 2022 coescrita y dirigida por Peter Farrelly basada en el libro del mismo título de Joanna Molloy y John «Chickie» Donohue. La película está protagonizada por Zac Efron, Russell Crowe y Bill Murray.

## Reparto
- Zac Efron como John «Chickie» Donohue
- Russell Crowe
- Bill Murray
- Jake Picking como Rick Duggan
- Will Ropp como Kevin McLoone
- Archie Renaux como Bobby Pappas
- Kyle Allen como Tommy Collins
- Ruby Ashbourne Serkis como Christine
- Matt Cook como el teniente Habershaw
- Omari K. Chancellor como Erickson
- Will Hochman como Tommy Minogue

## Argumento
En 1967, John Donohue era un veterano de la Infantería de Marina de los EE. UU. de 26 años que trabajaba como marino mercante cuando fue desafiado una noche en un bar de la ciudad de Nueva York. Los hombres reunidos habían perdido familiares y amigos en la guerra en curso en Vietnam. Un amigo propuso una idea que muchos podrían considerar absurda: uno de ellos debería infiltrarse en Vietnam, rastrear a sus compañeros en combate y enviarles a cada uno de ellos mensajes de apoyo desde casa, tal vez algunas risas y cerveza.

## Producción
El 26 de abril de 2019, tan pronto como Skydance Media adquirió los derechos para adaptar el libro The Greatest Beer Run Ever a la película, Peter Farrelly se unió para escribir el guion con Brian Currie y Pete Jones, así como para dirigir la película. David Ellison, Dana Goldberg y Don Granger producirían para Skydance junto con Andrew Muscato. Viggo Mortensen fue elegido para la película, y Dylan O'Brien se unió a él poco después.
En marzo de 2021, Apple TV+ retomó la película, y Mortensen y O'Brien ya no formaban parte de la producción. Zac Efron y Russell Crowe entraron en negociaciones para unirse al elenco para reemplazar a O'Brien y Mortensen con Bill Murray cortejado para un papel secundario. Poco después se confirmó que Efron y Crowe se unirían al elenco en julio de 2021. Se esperaba que la filmación en ese momento comenzara en agosto de 2021, ya sea en Australia o Nueva Zelanda. Jake Picking, Will Ropp, Archie Renaux y Kyle Allen fueron elegidos en septiembre de 2021. Murray sería confirmado en octubre, con Ruby Ashbourne Serkis, Matt Cook, Omari K. Chancellor y Will Hochman uniéndose el siguiente mes.

## Estreno
Tuvo su estreno mundial en el Festival Internacional de Cine de Toronto de 2022 el 13 de septiembre de 2022 y se estrenó en algunos cines y en Apple TV+ el 30 de septiembre de 2022.